# Сали Маклъски
Сали Маклъски (на английски: Sally McCluskey) е американска писателка на бестселъри в жанра исторически романс и романтичен трилър. Пише под псевдонимите Бетани Кембъл (на английски: Bethany Campbell) и Лиза Харис (на английски: Lisa Harris).

## Биография и творчество
Сали Маклъски Боренгасър е родена през 1941 г. в Омаха, Небраска, САЩ и е единствено дете.
Започва да учи химия в Педагогическия институт „Уейн“, но бързо се прехвърля и го завършва с бакалавърска степен по английски език. Продължава да учи в Университета на Арканзас, който завършва с магистърска степен по английски език. След това получава докторска степен по английска литература в Северния университет на Илинойс. Там се омъжва за своя по-млад състудент Даниъл Боренгасър, по-късно продуцент на късометражни филми и театрални постановки.
След завършването си преподава в университета, а по-късно работи в компания за поздравителни картички. В този период пише стихове, статии, кратки разкази и материали свързани с учебния материал и историята на Запада.
Започва да пише романси по настояване на майка си и леля си, както и на някои фенове на романтичната литература. За нейна изненада издателство „Harlequin“ купува нейното произведение и първият ѝ любовен роман „After the Stars Fall“ е публикуван през 1985 г. под псевдонима Бетани Кембъл.
Романсите на писателката бързо се налагат на пазара и още през 1989 г. получава първата си голяма награда РИТА за романа си „Flirtation River“.
През 1994 г. започва да публикува и под псевдонима Лиза Харис.
Произведенията на Сали Маклъски са удостоени различни награди, включително „Маги“, „Дафние дю Морие“, три награди на списание „Romantic Times“, и три награди РИТА, с които тя е включена в Залата на славата на писателите на любовни романи.
Сали Маклъски живее в Спрингдейл, Арканзас.

## Произведения

### Като Бетани Кембъл

#### Самостоятелни романи
- After the Stars Fall (1985)
- Only a Woman (1986)
- A Thousand Roses (1986)
Хиляди рози, изд. „Арлекин България“ (1994), прев. Андрей Андреев
- Sea Promises (1987)
- The Long Way Home (1987)
- Heartland (1987)
- Flirtation River (1988) – награда РИТА
- The Diamond Trap (1988)
Диамантената клопка, изд. „Арлекин България“ (1994), прев. Марина Бенева
- The Roses of Constant (1989)
- The Lost Moon Flower (1989)
Лунното цвете, изд. „Арлекин България“ (1992), прев. Екатерина Кузманова
- The Snow Garden (1989)
- The Heart of the Sun (1990)
- Dancing Sky (1990)
- The Ends of the Earth (1990)
Любовен капан, изд. „Арлекин България“ (1993), прев. Румяна Кънчева
- Dead Opposites (1990)
- The Cloud Holders (1991)
- Every Woman's Dream (1991)
- Every Kind of Heaven (1991) – награда РИТА
Рай за всеки, изд. „Арлекин България“ (1993), прев. Андрей Андреев
- Spellbinder (1992)
Любовен лабиринт, изд. „Арлекин България“ (1993), прев. Светла Балуцова
- Child's Play (1992)
- Sand Dollar (1992)
- Only Make-Believe (1992)
Любов като на кино, изд. „Арлекин България“ (1993), прев. Екатерина Бойчинова, Албена Пунева
- Add a Little Spice (1993)
Солта на живота, изд. „Арлекин България“ (1993), прев. Мая Мечкуева
- The Lady and the Tomcat (1993)
Пиратът и русалката, изд. „Арлекин България“ (1994), прев. Людмила Верих
- See How They Run (1995) – награда РИТА
- Don't Talk to Strangers (1996)
- Hear No Evil (1998)
- The Guardian (1999)
- Whose Little Girl Are You? (2000)
- P.S. Love You Madly (2000)
- One True Secret (2004)

#### Участие в общи серии с други писатели

##### Поредица „Мъже: Направено в Америка 2“ (Men: Made in America 2)
21. Pros and Cons (1987)
от серията има още 49 романа от различни автори

##### Поредица „Кристъл Крийк“ (Crystal Creek)
3. Amarillo by Morning (1993)
8. The Thunder Rolls (1993)
15. Rhinestone Cowboy (1994)
24. Lone Star State of Mind (1995)
31. A Little Town in Texas (2003)
32. Home to Texas (2004)
16. Gentle on My Mind (1994)
33. Wild Horses (2005)
от серията има още 27 романа от различни автори

##### Поредица „Обратно в ранчото“ (Back To The Ranch)
7. The Man Who Came for Christmas (1993)
Мостове към миналото, изд. „Арлекин България“ (1995), прев. Снежана Йочева
от серията има още 12 романа от различни автори

##### Поредица „Девет месеца по-късно“ (Nine Months Later)
- The Baby Gift (2002)

от серията има още 63 романа от различни автори

##### Поредица „Наскар“ (Nascar)
- Ladies, Start Your Engines (omnibus) (2008) – с Мариса Карол, Аби Гейнс и Джина Уилкинс
- Truth and Consequences (2008)
- One Track Mind (2009)

от серията има още 66 романа от различни автори

##### Поредица „Чистокръвно наследство“ (Thoroughbred Legacy)
12. The Secret Heiress (2008)
от серията има още 11 романа от различни автори

#### Сборници
- With This Ring (1991) – с Барбара Делински, Боби Хътчинсън и Ан Макалистър
- Always and Forever (1995) – с Джасмин Кресуел и Деби Макомбър
- Beauty and the Beast (2000) – с Джоан Хол, Джанис Кайзер и Лас Смол
- One True Secret / Full House (2004) – с Надя Никълс
- Baby, it's Cold Outside / Family Doctor / Baby Gift (2004) – с Боби Хътчинсън и Кристин Ролофсон
- Men Made In America Mega-Bundle 2 (2007) – с Анет Броудрик, Алисън Лий, Ан Макалистър, Ингрид Уивър и Пеги Уеб

### Като Лиза Харис

#### Самостоятелни романи
- I Will Find You! (1994)
- Undercurrent (1994)
- Trouble in Paradise (1994)

#### Сборници
- Love Afloat (2001) – с Кимбърли Комо, Линда Гуднайт, Джоан А. Гроте и Диан Хънт
- To Catch a Thief (2003) – с Карол Кокс, Диан Милс и Катлийн И'Барбо
- Cowboy Christmas (2004) – с Линда Гуднайт и Катрин Палмър
- Sweet Home Alabama (2006) – с Пейдж Уиншип Дули, Памела Грифин и Памела Кей Трейси
- Montana Mistletoe (2007) – с Лена Нелсън Дули, Деби Майн и Ким Вогел Сойър

#### Участие в общи серии с други писатели

##### Поредица „Тайни фантазии“ (Secret Fantasies)
- The Tempting (1995)

от серията има още 11 романа от различни автори

##### Поредица „Бунтовници и мошеници“ (Rebels & Rogues)
A Man from Oklahoma (1996)
от серията има още 21 романа от различни автори